# Gadsup
Les Gadsup forment un groupe ethnique de l'est de la Papouasie-Nouvelle-Guinée, dans ou au voisinage de la vallée d'Aiyura (en). Ils vivent dans le district administratif de Kainantu (province des Hautes-Terres orientales, dans celui de Markham  et dans la partie occidentale de la ville de Mutzing (province de Morobe).
Forte d'environ 21 200 personnes en 2000, la communauté s'exprime dans sa langue homonyme : le gadsup, qui comporte des phonèmes sifflés, n'est pas en régression.
Les Gadsup sont au début du XXIe siècle majoritairement chrétiens.
Les femmes gèrent et cultivent des jardins — défrichés préalablement par les hommes. Les plus âgées d'entre elles restent sur la place du village pour s'occuper des enfants. Par opposition, la forêt est le domaine des hommes : ils y passent beaucoup de temps, à chasser des marsupiaux ou des oiseaux, à ramasser des noix et des champignons, ou à couper du bois qui leur servira de matière première pour confectionner des armes ou objets divers.
Les préhistoriens estiment que les Gadsup habitent leurs terres depuis plusieurs milliers d'années. 